# دو و میدانی در المپیک تابستانی ۱۹۳۲
دو و میدانی در بازی‌های المپیک تابستانی ۱۹۳۲ نام رویداد ورزش دو و میدانی در بازی‌های المپیک تابستانی بود که در سال ۱۹۳۲ برگزار شد.

## جدول مدال‌ها
| رتبه            | کشور                      | طلا | نقره | برنز | مجموع |
| --------------- | ------------------------- | --- | ---- | ---- | ----- |
| ۱               | ایالات متحده آمریکا (USA) | ۱۶  | ۱۳   | ۶    | ۳۵    |
| ۲               | فنلاند (FIN)              | ۳   | ۴    | ۴    | ۱۱    |
| ۳               | بریتانیای کبیر (GBR)      | ۲   | ۴    | ۲    | ۸     |
| ۴               | لهستان (POL)              | ۲   | ۰    | ۱    | ۳     |
| ۵               | ایرلند (IRL)              | ۲   | ۰    | ۰    | ۲     |
| ۶               | کانادا (CAN)              | ۱   | ۳    | ۵    | ۹     |
| ۷               | ژاپن (JPN)                | ۱   | ۱    | ۲    | ۴     |
| ۸               | ایتالیا (ITA)             | ۱   | ۰    | ۲    | ۳     |
| ۹               | آرژانتین (ARG)            | ۱   | ۰    | ۰    | ۱     |
| ۱۰              | آلمان (GER)               | ۰   | ۲    | ۳    | ۵     |
| ۱۱              | سوئد (SWE)                | ۰   | ۱    | ۰    | ۱     |
| ۱۱              | لتونی (LAT)               | ۰   | ۱    | ۰    | ۱     |
| ۱۳              | آفریقای جنوبی (RSA)       | ۰   | ۰    | ۱    | ۱     |
| ۱۳              | فرانسه (FRA)              | ۰   | ۰    | ۱    | ۱     |
| ۱۳              | فیلیپین (PHI)             | ۰   | ۰    | ۱    | ۱     |
| ۱۳              | چکسلواکی (TCH)            | ۰   | ۰    | ۱    | ۱     |
| مجموع (۱۶ کشور) | مجموع (۱۶ کشور)           | ۲۹  | ۲۹   | ۲۹   | ۸۷    |

## نتایج

### مردان
| رویداد              | طلا                                                                           | طلا     | نقره                                                                          | نقره    | برنز                                                                          | برنز    |
| ۱۰۰ متر             | ادی تولان · ایالات متحده آمریکا                                               | ۱۰٫۳    | رالف متکالف · ایالات متحده آمریکا                                             | ۱۰٫۳    | آرتور یونات · آلمان                                                           | ۱۰٫۴    |
| ۲۰۰ متر             | ادی تولان · ایالات متحده آمریکا                                               | ۲۱٫۲    | جرج سیمپسون · ایالات متحده آمریکا                                             | ۲۱٫۴    | رالف متکالف · ایالات متحده آمریکا                                             | ۲۱٫۵    |
| ۴۰۰ متر             | بیل کار · ایالات متحده آمریکا                                                 | ۴۶٫۲    | بن ایستمن · ایالات متحده آمریکا                                               | ۴۶٫۴    | الکس ویلسون · کانادا                                                          | ۴۷٫۴    |
| ۸۰۰ متر             | تامی همپسون · بریتانیای کبیر                                                  | ۱:۴۹٫۸  | الکس ویلسون · کانادا                                                          | ۱:۴۹٫۹  | فیل ادواردز · کانادا                                                          | ۱:۵۱٫۵  |
| ۱۵۰۰ متر            | لوئیجی بکالی · ایتالیا                                                        | ۳:۵۱٫۲  | جری کارنس · بریتانیای کبیر                                                    | ۳:۵۲٫۶  | فیل ادواردز · کانادا                                                          | ۳:۵۲٫۸  |
| ۵۰۰۰ متر            | لاوری لهتینن · فنلاند                                                         | ۱۴:۳۰٫۰ | رالف هیل · ایالات متحده آمریکا                                                | ۱۴:۳۰٫۰ | لوری ویرتانن · فنلاند                                                         | ۱۴:۴۴٫۰ |
| ۱۰٬۰۰۰ متر          | یانوش کوسوچینسکی · لهستان                                                     | ۳۰:۱۱٫۴ | وولماری ایسو-هولو · فنلاند                                                    | ۳۰:۱۲٫۶ | لوری ویرتانن · فنلاند                                                         | ۳۰:۳۵٫۰ |
| ۱۱۰ متر با مانع     | جورح سالینگ · ایالات متحده آمریکا                                             | ۱۴٫۶    | پرسی بیرد · ایالات متحده آمریکا                                               | ۱۴٫۷    | دان فینلی · بریتانیای کبیر                                                    | ۱۴٫۸    |
| ۴۰۰ متر با مانع     | باب تیسدال · ایرلند                                                           | ۵۱٫۸    | گلن هاردین · ایالات متحده آمریکا                                              | ۵۱٫۹    | مورگان تیلور · ایالات متحده آمریکا                                            | ۵۲٫۰    |
| ۳۰۰۰ متر با مانع    | وولماری ایسو-هولو · فنلاند                                                    | ۱۰:۳۳٫۴ | تام یونسون · بریتانیای کبیر                                                   | ۱۰:۴۶٫۰ | جو مک‌کلوسکی · ایالات متحده آمریکا                                             | ۱۰:۴۶٫۲ |
| ۴×۱۰۰ متر امدادی    | ایالات متحده آمریکا (USA) · باب کیسل · هکتور دایر · امت توپینو · فرانک وویکف  | ۴۰٫۰    | آلمان (GER) · فریدریش هندریکس · اریش بورشمایر · آرتور یونات · هلمون کورنیگ    | ۴۰٫۹    | ایتالیا (ITA) · جوزپه کاستلی · گابریل سالویاتی · روگرو ماریگتی · ادگاردو توتی | ۴۱٫۲    |
| ۴×۴۰۰ متر امدادی    | ایالات متحده آمریکا (USA) · ایوان فوکا · ادگار آبلوویچ · کارل وارنر · بیل کار | ۳:۰۸٫۲  | بریتانیای کبیر (GBR) · کرو استون · تامی همپسون · دیوید سسیل · گادفری رامپلینگ | ۳:۱۱٫۲  | کانادا (CAN) · جیمی بال · ری لوئیس · فیل ادواردز · الکس ویلسون                | ۳:۱۲٫۸  |
| ماراتن              | خوان کارلوس زابالا · آرژانتین                                                 | ۲:۳۱:۳۶ | سم فریس · بریتانیای کبیر                                                      | ۲:۳۱:۵۵ | ارماس تویونن · فنلاند                                                         | ۲:۳۲:۱۲ |
| ۵۰ کیلومتر پیاده‌روی | تامی گرین · بریتانیای کبیر                                                    | ۴:۵۰:۱۰ | یانیس دالینش · لتونی                                                          | ۴:۵۷:۲۰ | اوگو فریجریو · ایتالیا                                                        | ۴:۵۹:۰۶ |
| پرش ارتفاع          | دانکن مک‌ناتن · کانادا                                                         | 1.97 m  | باب فان ازدل · ایالات متحده آمریکا                                            | 1.97 m  | شمعون توریبیو · فیلیپین                                                       | 1.97 m  |
| پرش با نیزه         | بیل میلر · ایالات متحده آمریکا                                                | 4.315 m | شوهی نیشیدا · ژاپن                                                            | 4.30 m  | جرج جفرسون · ایالات متحده آمریکا                                              | 4.20 m  |
| پرش طول             | اد گوردون · ایالات متحده آمریکا                                               | 7.64 m  | لمبرت راد · ایالات متحده آمریکا                                               | 7.60 m  | چوهی نامبو · ژاپن                                                             | 7.45 m  |
| پرش سه‌گام           | چوهی نامبو · ژاپن                                                             | 15.72 m | اریک سونسون · سوئد                                                            | 15.32 m | کنکیچی اوشیما · ژاپن                                                          | 15.12 m |
| پرتاب وزنه          | لئو سکستون · ایالات متحده آمریکا                                              | 16.00 m | هارلو روترت · ایالات متحده آمریکا                                             | 15.67 m | فرانتیشک دودا · چکسلواکی                                                      | 15.61 m |
| پرتاب دیسک          | جان اندرسون · ایالات متحده آمریکا                                             | 49.49 m | انری لوبرد · ایالات متحده آمریکا                                              | 48.47 m | پل وینتر · فرانسه                                                             | 47.85 m |
| پرتاب چکش           | پت اوکالاهان · ایرلند                                                         | 53.92 m | ویل پورهولا · فنلاند                                                          | 52.27 m | پیتر زارمبا · ایالات متحده آمریکا                                             | 50.33 m |
| پرتاب نیزه          | ماتی یاروینن · فنلاند                                                         | 72.71 m | ماتی سیپالا · فنلاند                                                          | 69.80 m | اینو پنتیلا · فنلاند                                                          | 68.70 m |
| ده‌گانه              | جیم باوش · ایالات متحده آمریکا                                                | ۸۴۶۲٫۲۳ | آکیلس یاروینن · فنلاند                                                        | ۸۲۹۲٫۴۸ | وولراد ایبرله · آلمان                                                         | ۸۰۳۰٫۸۰ |

### زنان
| بازی‌ها           | طلا                                                                               | نقره                                                                 | برنز                                                                         |
| ۱۰۰ متر          | استانیسواوا والاشیویچ · لهستان                                                    | هیلدا استریک · کانادا                                                | ویلهمینا فن برمن · ایالات متحده آمریکا                                       |
| ۸۰ متر با مانع   | بیب دیدریکسون زاهاریاس · ایالات متحده آمریکا                                      | سالن اویلین · ایالات متحده آمریکا                                    | مارجوری کلارک · آفریقای جنوبی                                                |
| ۴×۱۰۰ متر امدادی | ایالات متحده آمریکا (USA) · مری کارو · اولین فورتچ · آنت راجرز · ویلهمینا فن برمن | کانادا (CAN) · مری فریتسل · میلدرد فیزل · لیلین پالمر · هیلدا استریک | بریتانیای کبیر (GBR) · نلی هالستد · ایلین هیسکوک · گوندولین پورتر · ویولت وب |
| پرش ارتفاع       | جین شیلی · ایالات متحده آمریکا                                                    | بیب دیدریکسون زاهاریاس · ایالات متحده آمریکا                         | اوا داوز · کانادا                                                            |
| پرتاب دیسک       | لیلیان کوپلند · ایالات متحده آمریکا                                               | روت ازبورن · ایالات متحده آمریکا                                     | یادویگا واژ · لهستان                                                         |
| پرتاب نیزه       | بیب دیدریکسون زاهاریاس · ایالات متحده آمریکا                                      | الن براومولر · آلمان                                                 | تیلی فلایشر · آلمان                                                          |